# Parasystoechus seniculus
Parasystoechus seniculus är en tvåvingeart som först beskrevs av Philippi 1865.  Parasystoechus seniculus ingår i släktet Parasystoechus och familjen svävflugor. Inga underarter finns listade i Catalogue of Life.